# Bieździedza
Bieździedza est une localité polonaise de la gmina de Kołaczyce, située dans le powiat de Jasło en voïvodie des Basses-Carpates.